# Luís Vaz Cardoso
D. Luís Vaz Cardoso (1430 -?) foi um nobre do Reino de Portugal e o 7.º Senhor da Honra de Cardoso, localidade de São Martinho de Mouros, freguesia portuguesa do concelho de Resende.

## Relações familiares
Foi filho de Vasco Pais Cardoso (1400 -?), alcaide-mor do Castelo de Trancoso e de Brites Anes do Amaral (1410 -?) filha de João Lourenço do Amaral (1325 -?) e de Aldonça Vasques. Casou com Leonor de Vasconcelos (c. 1430 -?) filha de Gonçalo Mendes de Vasconcelos, “o Moço” (1360 -?) e de Maria Anes de Balazães (1400 -?), de quem teve:
1. Azuil Cardoso (1450 -?), senhor da Honra de Cardoso casado por duas vezes, a primeira com Joana de Moura, filha de Fernão de Moura, senhor da Azambuja e a segunda com Isabel da Fonseca filha de Fernão da Granja, alcaide-mor de Lamego e de Brites da Fonseca (1410 -?),
2. Gil Cardoso de Vasconcelos (c. 1450 -?) casou com Maria Cardoso,
3. João Vaz Cardoso (c. 1450 -?) casou com Maria Nunes de Faria,
4. Aldonça Vaz Cardoso casou com Nuno Fernandes de Gouveia,
5. D. Pedro Vaz Cardoso (c. 1450 -?), 1.º senhor do Morgado de Nespereira casado com Maria Dias Cardoso
6. Leonor Vaz Cardoso casada por duas vezes, a primeira com Pedro Dias Rebelo e a segunda com Simão Cardoso,
7. Inês Vaz Cardoso,
8. Inês Anes de Vasconcelos casada com Rui Gonçalves de Sequeira.